# Jan Wawrzynek
Jan Wawrzynek (ur. 22 czerwca 1903 w Starej Wsi, zm. 2 marca 1971 w Opolu) – powstaniec śląski, członek Związku Polaków w Niemczech, Polskiej Organizacji Wojskowej Górnego Śląska, działacz społeczny i polityczny na Śląsku.

## Życiorys
Urodził się 22 czerwca 1903 w Starej Wsi (obecnie dzielnicy Raciborza). Był synem Adolfa i Marii z Mrachaczów. Po ukończeniu ośmioklasowej szkoły podstawowej podjął pracę w fabryce Böhlera w Raciborzu, gdzie uczył się zawodu ślusarza. W 1919 roku stał się członkiem TG Sokół, Polskiej Organizacji Wojskowej Górnego Śląska oraz Związku Harcerstwa Polskiego, a w sierpniu następnego roku ochotniczo wstąpił w szeregi Wojska Polskiego. Był szkolony w Sosnowcu, a następnie w szkole podoficerskiej w Chełmnie. Po ukończeniu nauki otrzymał zwolnienie urlopowe, by móc uczestniczyć w kampanii plebiscytowej. Będąc na stanowisku zastępcy komendanta Polskiej Organizacji Wojskowej Górnego Śląska w Raciborzu organizował ochronę wieców i zgromadzeń oraz prowadził szkolenia młodzieży. Brał aktywny udział w III powstaniu śląskim jako cekaemista w 4 pułku raciborskim, w tym m.in. w zajmowaniu Markowic oraz w walkach pod Starym Koźlem i Bukowem. Po powstaniu znalazł się w Siedlcach, a następnie w Oświęcimiu. Do Raciborza powrócił w listopadzie 1921 roku, gdzie na krótko podjął pracę w Banku Ludowym. Skupił się wówczas na działalności narodowej. Był aktywnym członkiem Związku Polaków w Niemczech, a także aktywistą Związku Młodzieży Polsko-Katolickiej (od 1924 roku prezes, a od 1934 roku pełnomocnik Polskich Kongregacji Mariańskich przy ZMPK), członkiem Związku Kół Śpiewaczych na Śląsku Opolskim oraz Górnośląskiego Zjednoczenia Rolników i Związku Spółdzielni Polskich.
W 1927 roku skierowano go do Olesna, by tam prowadził działalność polonijną. W 1932 został przewodniczącym Związku Polaków w Niemczech w powiecie strzeleckim. Działalność Wawrzynka była bardzo aktywna. Z jego inicjatywy powstawały terenowe komórki Związku Polaków w Niemczech, organizowano polskie szkoły mniejszościowe, wystawy, inicjowano nowe towarzystwa śpiewacze, wycieczki do Polski oraz prelekcje. Wawrzynek walczył również ze zmianami nazewnictwa polsko brzmiących miejscowości. W marcu 1933 kandydował z ramienia Polsko-Katolickiej Partii Ludowej do Sejmiku Prowincjonalnego, jednak bez powodzenia. W 1935 roku przeniósł się do Opola.
24 listopada 1935 na Walnym Zebraniu Związku Polaków w Niemczech w Dzielnicy I w Opolu został wybrany sekretarzem Zarządu Dzielnicy i kierownikiem biura, a także delegatem na Walne Zebranie Związku Polaków w Niemczech w Berlinie. Rada Naczelna Związku Polaków w Niemczech nie uznała jednak wyników tych wyborów, w związku z czym 22 stycznia 1936 została utworzona niezależna organizacja, Związek Polaków na Śląsku, a Wawrzynek mianowany został jej prezesem. By móc oddziaływać na ludność polską, nowa organizacja wykupiła gazetę „Katolik Trzyrazowy”, a także zaczęła wydawać dwutygodnik „Słowo Śląskie”. Wskutek trudności finansowych podjęto jednak rokowania ze Związkiem Polaków w Niemczech, które zakończyły się rozwiązaniem Związku Polaków na Śląsku i jego ponownym wcieleniem do ZPwN. Wawrzynkowi powierzono pracę w biurze Dzielnicy I, pozostał on także wydawcą „Katolika Trzyrazowego” (wraz z Wiktorem Gorzołką).
Po wybuchu II wojny światowej, 11 września 1939 został aresztowany przez gestapo i aż do 18 maja 1945 przebywał w obozach koncentracyjnych Buchenwald, Ravensbrück i Sachsenhausen.
Po wojnie stał się członkiem Polskiego Stronnictwa Ludowego. Pracował, jako sekretarz, w gminie Wójtowa Wieś oraz w powiatowym Zarządzie Gminnej Spółdzielni i Domu Książki w Opolu. Od 1956 etatowy pracownik Stowarzyszenia Pax w Opolu. Był aktywnym działaczem Związku Weteranów Powstań Śląskich, następnie Związku Bojowników o Wolność i Demokrację, członkiem Rady Naczelnej Towarzystwa Rozwoju Ziem Zachodnich, plenum Wojewódzkiego Frontu Jedności Narodu i radnym Wojewódzkiej Rady Narodowej w Opolu.
Był żonaty (od 1929 roku) z Franciszką z Poliwodów, miał szóstkę dzieci.

## Odznaczenia
- Śląski Krzyż Powstańczy
- Medal Zwycięstwa i Wolności 1945
- Złoty Krzyż Zasługi
- Krzyż Oficerski Orderu Odrodzenia Polski
- Śląska Nagroda im. Juliusza Ligonia (1968)[2].